# Regin Dahl
Regin Dahl (født 5. november 1918 i Tórshavn, død 29. marts 2007 i København) var en færøsk lyriker og komponist. Han var bosat i Danmark det meste af livet, men digtede på modersmålet færøsk. Dahl knyttede kvadtraditionen til mere moderne og personlige udtryksmetoder, og frigjorde sig tidligt fra den nationaleromantik der dominerede færøsk lyrik. Hans lyrik er desuden udpræget musikalsk, ofte sangbar, med stærk vægt på rytmiske elementer og sproglig velklang. Dahl er blevet omtalt som den "største lyriker Færøerne har fostret" af Carl Jóhan Jensen, og regnes som en af Færøernes betydeligste lyrikere fra 1900-tallet.

## Diskografi
- 1993 – 16 sjómansrímur eftir H.A. Djurhuus
- 1993 – 36 løg til føroyskar sangir
- 1976 – 4 vísur
- 1974 – Barnarímur hjá Hans A. Djurhuus
- 1972 – Lukkurímur og fagnarljóð